# Bruno Versavel
Bruno Versavel  est un footballeur belge né le 27 août 1967 à Diest.

## Biographie
Bruno Versavel a commencé très jeune à jouer au football au KFC Diest, le club de sa ville natale. Il fait ses débuts en équipe première en 1985 alors que Diest évolue en Division 2. Versavel joue souvent et dès 1986, il est recruté par le  KSC Lokeren. Il y reste deux saisons.
Puis le milieu de terrain part en 1988 pour le FC Malines. Là, il remporte le championnat de Belgique en 1989, mais aussi la Super coupe d'Europe 1988.
Au cours de la saison 1991-1992, Versavel est transféré au RSC Anderlecht. Avec les Mauves, il remporte trois fois le championnat.
En 1997, il part jouer en Italie en Serie B avec Pérouse. Plus tard dans le club suisse de Division 2, le FC Lugano.
En 1998, Bruno Versavel de retour en Belgique, joue au KFC Herentals, puis en 1999, au KFC Verbroedering Geel. Il va ensuite au KV Turnhout. Durant la saison 1999-2000, il met un terme à sa carrière professionnelle. Il est depuis l'entraîneur des jeunes au KV Turnhout.
Versavel a également été international à 28 reprises. Il a joué à la Coupe du monde 1990 en Italie. Mais pour l'édition de 1994, étonnamment, il n'a pas été sélectionné alors qu'il avait presque joué tous les matches de qualification. La préférence du sélectionneur était alors allée à Vital Borkelmans et Rudi Smidts.

## Palmarès
- International belge de 1988 à 1995 (28 sélections et 4 buts marqués)
- Champion de Belgique en 1989 avec le FC Malines, en 1993, 1994 et 1995 avec le RSC Anderlecht
- Vainqueur de la Coupe de Belgique en 1994 avec le RSC Anderlecht
- Vainqueur de la Super coupe d'Europe 1988 avec le FC Malines